# Phan Rí
Phan Rí là một địa danh trước đây dùng để chỉ một vùng đất nằm giữa hai con sông Lòng Sông (thuộc địa bàn huyện Tuy Phong) và sông Phố Hài (thuộc địa bàn thành phố Phan Thiết), nằm ở phía Bắc tỉnh Bình Thuận, gần tương ứng với địa bàn 2 huyện Tuy Phong và Bắc Bình ngày nay. Ngày nay địa danh này chủ yếu dùng để chỉ thị trấn Phan Rí Cửa thuộc huyện Tuy Phong.

## Lịch sử
Phan Rí từng là một trong 4 vùng hành chính của tiểu quốc Champa Panduranga. Theo các nhà nghiên cứu, nguyên gốc địa danh của vùng đất này theo tiếng Chăm là Parik, được phiên âm Việt hóa thành Phan Rí.
Vùng đất Parik nhờ có lợi thế cửa sông đã hình thành một thị tứ sầm uất. Năm 1433, triều thần Champa Vijaya không muốn quy phục cha con quốc vương Simhavarman VI (sử Việt chép là La Ngai, 羅皚) và Indravarman VI (sử Việt chép là Ba Đích Lại, 巴的吏), mà họ cho là tiếm vị, đã đưa công chúa Po Sahnar của triều cũ về Panduranga và lập kinh đô mới tại Parik. Tuy nhiên, không lâu sau, hoàng tử Nauk Glaun Vijaya con của Indravarman VI tấn công và phá hủy kinh đô Parik, bắt công chúa Po Sahnar về giam tại Vijaya.
Cuối thế kỷ 17, chúa Nguyễn cho thu phục vùng lãnh thổ cuối cùng của vương quốc Champa và đặt dưới sự bảo hộ, gọi là trấn Thuận Thành. Vùng đất Phan Rí trở thành thủ phủ của trấn Thuận Thành và được đặt thành đạo Ma Lý, thuộc huyện Hòa Đa. Sau khi Minh Mạng thống nhất hành chính toàn cõi Đại Nam, tỉnh Bình Thuận được thành lập, tỉnh lỵ cũng đặt tại Phan Rí. Đạo Ma Lý bị bãi bỏ, phân thành các tổng. Không lâu sau trấn Thuận Thành, dù chỉ còn trên danh nghĩa, cũng bị giải thể. Sách Đại Nam nhất thống chí có chép 8 trên 12 tổng trong huyện Hòa Đa có cư dân là người Chăm, vốn là đất của trấn Thuận Thành.
Khi người Pháp áp đặt nền cai trị trên toàn cõi Việt Nam, họ gọi 3 nơi đông dân cư người Chăm ở huyện Hòa Đa là Phanri-Cham (vùng Phan Rí có người Chăm, tương ứng thị trấn Chợ Lầu, huyện Bắc Bình nay), Phanri-Citadelle (Thành Phan Rí, tương ứng xã Phan Rí Thành, huyện Bắc Bình nay) và Phanri-Port (Cửa Phan Rí, tương ứng thị trấn Phan Rí Cửa, huyện Tuy Phong nay). Các địa danh này được người Pháp sử dụng cho đến khi rút quân khỏi Việt Nam. Từ Phanri hay Phan-ri, thường được người Pháp sử dụng chủ yếu để chỉ vùng xã Phan Rí Thành ngày nay.
Năm 1886, vùng Phanri-Cham được tách khỏi huyện Hòa Đa để thành lập huyện mới gọi là Hòa Đa Thổ (tức là huyện Hòa Đa có nhiều người Chăm). Khoảng cuối năm 1891 đầu 1892, bác sĩ Alexandre Yersin từ Nha Trang vào Phan Rí với ý định tìm một con đường khác vào Sài Gòn. Ông thuê người dẫn đường vào rừng và tìm ra cao nguyên Di Linh, nhưng không thể đi tiếp, đành phải trở lại Phan Thiết, rồi lấy thuyền về Nha Trang. Tuy chuyến đi thất bại, nhưng hình thành cho ông ý định tiếp tục khám phá dải rừng núi bí hiểm dọc theo dãy Trường Sơn, lúc ấy là một vùng hiểm trở hoang vu, là nơi sinh sống của những bộ tộc thiểu số không chịu khuất phục triều đình Nam triều.
Năm 1898, Nam triều cũng dời trị sở của tỉnh Bình Thuận từ thành Phan Rí về làng Phú Tài ở ngoại vi Phan Thiết, chính thức hợp nhất địa điểm đóng tỉnh lỵ của hai chính quyền Pháp - Nam ở Bình Thuận là Phan Thiết.
Năm 1910, huyện Hòa Đa Thổ được đổi thành phủ Phan Lý Chàm. Ngày 15 tháng 11 năm 1911, Toàn quyền Đông Dương ra nghị định thành lập thị xã (centre urbain) Phan Rí và đặt thị xã này dưới chế độ của các văn bản Nam triều ngày 20 tháng 10 năm 1898 và 12 tháng 7 năm 1899 như thị xã Phan Thiết; song ngân sách của thị xã Phan Rí nằm trong ngân sách của tỉnh Bình Thuận. Tuy nhiên, đến ngày 18 tháng 2 năm 1916, thị xã Phan Rí bị xóa bỏ bởi Nghị định của Toàn quyền Đông Dương. Tuy nhiên, nhiều tài liệu khác vẫn ghi nhận ngày 18 tháng 2 năm 1916 là ngày thành lập thị xã Phan Rí.
Sau khi Cách mạng tháng 8 năm 1945 thành công, chính quyền Việt Nam Dân chủ Cộng hòa bãi bỏ các cấp hành chính phủ, quận, thống nhất sử dụng là huyện. Phủ Phan Lý Chàm trở thành huyện Phan Lý Chàm. Đến đầu năm 1946, tỉnh Bình Thuận có 1 thị xã là Phan Thiết và 6 huyện là Tuy Phong, Hòa Đa, Phan Lý Chàm, Hàm Thuận, Hàm Tân, Tánh Linh. Tháng 4 năm 1951, chính quyền Việt Nam Dân chủ Cộng hòa sáp nhập 3 huyện Hòa Đa, Phan Lý Chàm, Tuy Phong thành huyện Bắc Bình. Tuy nhiên, đến tháng 11 năm 1951, huyện Phan Lý được tái lập trên cơ sở phần đất của huyện Phan Lý Chàm.
Năm 1955, chính quyền Việt Nam Cộng hòa, thống nhất hành chính tổ chức 4 cấp trung ương, tỉnh, quận, xã. Vùng Phanri-port chính thức có tên hành chính mới là xã Phan Rí Cửa thuộc quận Hòa Đa, tỉnh Bình Thuận. Lúc này địa danh Phan Rí Cửa chính thức dùng trên các loại văn bản. Bên cạnh đó, quận Phan Lý Chàm cũng được thành lập trên cơ sở phủ Phan Lý Chàm cũ. Như vậy, vùng đất Phan Rí tương ứng một phần với quận Hòa Đa và quận Phan Lý Chàm.
Về phía chính quyền Mặt trận Dân tộc Giải phóng miền Nam Việt Nam, vùng đất Phan Rí tương ứng một phần với 2 huyện Bắc Bình và Phan Lý. Đầu năm 1962, chính quyền Mặt trận Dân tộc Giải phóng miền Nam Việt Nam quyết định giải thể 2 huyện Bắc Bình và Phan Lý để thành lập huyện Lê Hồng Phong và Ban Cán sự Bắc Sơn. Lấy dòng sông Lũy làm ranh giới: vùng đất phía nam sông Lũy thuộc huyện Lê Hồng Phong; còn vùng đất phía bắc sông Lũy thì lập Ban Cán sự Bắc Sơn để chỉ đạo. Đến giữa năm 1966, huyện Lê Hồng Phong và Bắc Sơn được giải thể, tái lập lại các huyện Hòa Đa, Phan Lý, Tuy Phong, Thuận Phong theo ranh giới cũ. Tháng 4 năm 1967, tỉnh Bắc Bình được thành lập trên cơ sở gồm 3 huyện Hòa Đa, Phan Lý và Tuy Phong thuộc tỉnh BÌnh Thuận, cùng một phần K67 thuộc tỉnh Tuyên Đức. Tháng 8 năm 1968, tỉnh Bắc Bình được giải thể. Các đơn vị hành chính được trả về như cũ. Tháng 12 năm 1974, huyện Hải Ninh được thành lập, trên cơ sở tách ra một phần từ huyện Phan Lý.
Sau khi Việt Nam thống nhất, đầu năm 1976, 3 tỉnh Ninh Thuận, Bình Thuận, Bình Tuy hợp nhất thành tỉnh Thuận Hải. Bốn huyện Hòa Đa, Phan Lý, Hải Ninh và Tuy Phong thành huyện Bắc Bình thuộc tỉnh Thuận Hải.
Tháng 6 năm 1983, huyện Bắc Bình được tách thành 2 huyện là huyện Bắc Bình và huyện Tuy Phong. Huyện Bắc Bình gồm 3 huyện cũ là Hòa Đa, Phan Lý, Hải Ninh, nhưng có 4 xã của Hòa Đa cũ là Phan Rí Cửa, Hòa Minh, Chí Công, Hòa Phú được giao về thuộc huyện Tuy Phong.
Tuy ngày xưa, vùng đất Phan Rí khá rộng, nhưng ngày nay chỉ còn 2 địa danh mang tên Phan Rí là:
- Thị trấn Phan Rí Cửa, huyện Tuy Phong. Thị trấn này nằm ở cửa sông Lũy, con sông có thượng nguồn từ Lâm Đồng chảy dọc qua huyện Bắc Bình và đổ ra biển Phan Rí, hình thành một cửa biển sầm uất.
- Xã Phan Rí Thành, huyện Bắc Bình. Nơi đây từng là nơi đặt sở thành của trấn Thuận Thành khi các chúa Nguyễn chinh phục vùng lãnh thổ cuối của vương quốc Champa. Thành cũng được dùng làm thành sở của tỉnh Bình Thuận một thời gian trước khi được chuyển về phủ Hàm Thuận.

Năm 2013, tỉnh Bình Thuận từng có đề án thành lập thị xã Phan Rí, trên cơ sở thị trấn Phan Rí Cửa và 3 xã Chí Công, Hòa Minh, Hòa Phú thuộc huyện Tuy Phong và xã Phan Rí Thành, thuộc huyện Bắc Bình; chia làm 4 phường và 4 xã.